# Skalnik (roślina)
Skalnik (Petrophytum (Nutt.) Rydb.) – rodzaj roślin należący do rodziny różowatych. Należą do niego trzy gatunki. Zasięg rodzaju obejmuje zachodnią część Stanów Zjednoczonych i północno-wschodnią część Meksyku. Szeroko rozprzestrzeniony jest jeden gatunek – skalnik darniowy P. caespitosum, podczas gdy dwa pozostałe występują endemicznie na niewielkich obszarach.
Naukowa nazwa rodzajowa utworzona została z greckich słów πετρος (petros) znaczącego „skała” i φυτόν (phyton) znaczącego „roślina”, w nawiązaniu do siedlisk – szczelin i półek skalnych – zasiedlanych przez te rośliny. Skalnik darniowy uprawiany jest jako roślina ozdobna w ogrodach skalnych.

## Morfologia
PokrójKrzewy i krzewinki, tworzące darnie, osiągające od 0,1 do 1 m wysokości. Pędy są wzniesione, podnoszące się lub płożące, zróżnicowane na krótko- i długopędy. Kora początkowo brązowa, z wiekiem szara.
LiścieZimozielone, skrętoległe, gęsto ułożone na pędach, siedzące i pojedyncze. Blaszka skórzasta, całobrzega, wydłużona, osiągająca od kilku mm do 2,5 cm, rzadko nieco więcej.
KwiatyZebrane w szczytowe, gęste i wąskie lub szeroko rozgałęziające się wiechy. Rośliny w obrębie kwiatostanu są owłosione. Poszczególne kwiaty osiągają 2–6 mm średnicy. Hypancjum ma kształt półkulisty lub stożkowaty i wysokość do 1 mm. Działki kielicha w liczbie 5, są wyprostowane lub odgięte, jajowate lub lancetowate. Płatki korony w liczbie 5, są trwałe, białe, owalne, jajowate do lancetowatych. Pręcików jest 20–40 i są one podobnej długości jak płatki. Zalążnia tworzona jest przez pięć owocolistków (rzadko innej ich liczby od 3 do 7), zrośniętych lub wolnych, owłosionych. Zawierają one po 2–3, rzadko 4 zalążki. Szyjki osadzone szczytowo i zwieńczone są drobnymi znamionami.
OwoceSkupione w trwałym hypancjum i otoczone trwałymi listkami okwiatu mieszki w liczbie odpowiadającej liczbie owocolistków, osiągające do 2 mm długości, otwierające się wzdłuż szwu doosiowo lub odosiowo. Nasiona w liczbie jednego lub dwóch, walcowate lub wrzecionowate.

## Systematyka
Rodzaj klasyfikowany jest w obrębie rodziny różowatych Rosaceae do podrodziny Amygdaloideae Arnott i plemienia Spiraeeae Candolle. W obrębie plemienia tworzy wspólny klad z rodzajami tawuła Spiraea i Kelseya.
Wykaz gatunków
- Petrophytum caespitosum (Nutt.) Rydb. – skalnik darniowy
- Petrophytum cinerascens (Piper) Rydb.
- Petrophytum hendersonii (Canby ex Greene) Rydb.